# Eurema herla
Espèce
L'espèce Eurema herla est un lépidoptère appartenant à la famille des Pieridae.
- Répartition : Australie.
- Larves sur Cassia mimosoides.